# Аллея Лессинга
Аллея Ле́ссинга — аллея на Каменном острове в Петроградском районе Санкт-Петербурга. Проходит от 2-й Берёзовой аллеи до 1-й Берёзовой аллеи.

## История
В 1909—1957 годы входила в состав Западной аллеи. Параллельно с 1934 года появляется название Лесина аллея, вероятно, от слова «лес». Современное название аллея Лессинга возникла в 1950-е годы, вероятно, это трансформация предыдущего названия, которая связана с именем Г. Э. Лессинга, основоположника немецкой классической литературы.

## Достопримечательности
- Парк «Тихий отдых»

 Объект культурного наследия народов РФ регионального значения. Рег. № 781720972150005 (ЕГРОКН). Объект № 7801077001 (БД Викигида)